# Geosynchronous Satellite Launch Vehicle

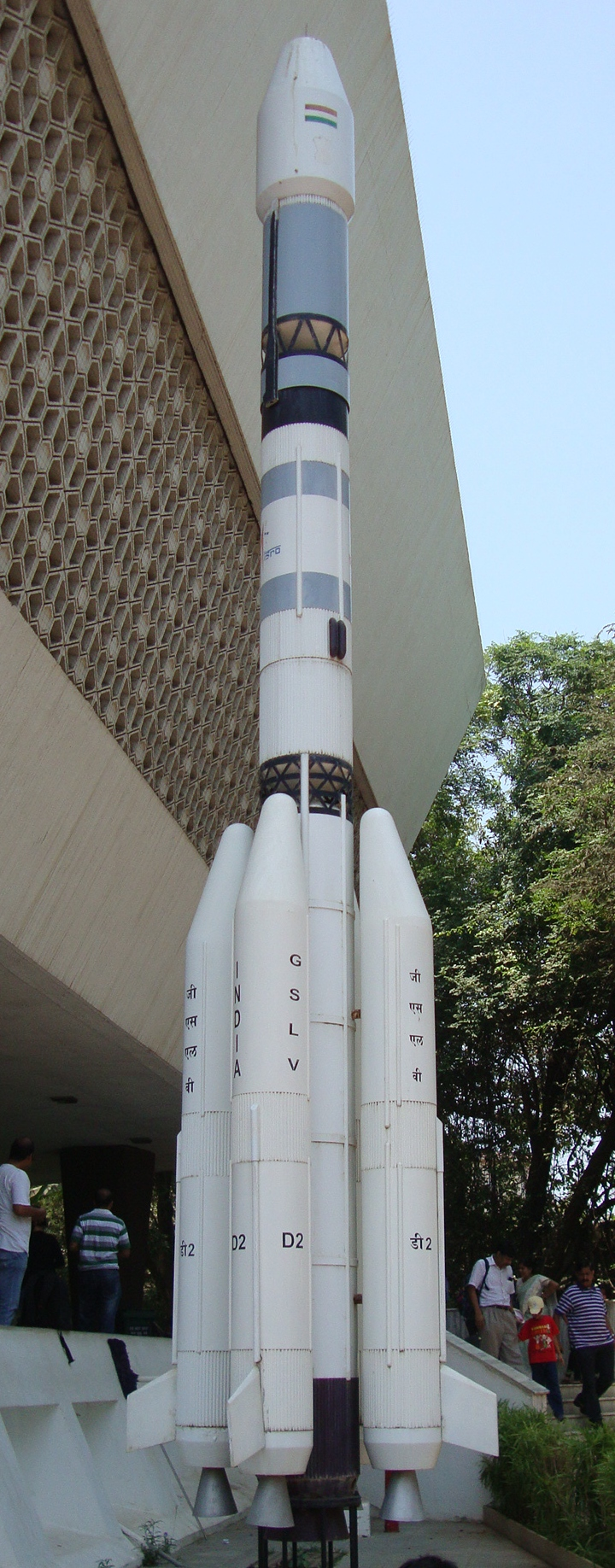
Model al GSLV la planetariul Nehru din Mumbai

Geosynchronous Satellite Launch Vehicle (scurt: GSLV) este o rachetă spațială utilizată de agenția spațială indiană Indian Space Research Organisation (ISRO). 